# Mademoiselle Dazie

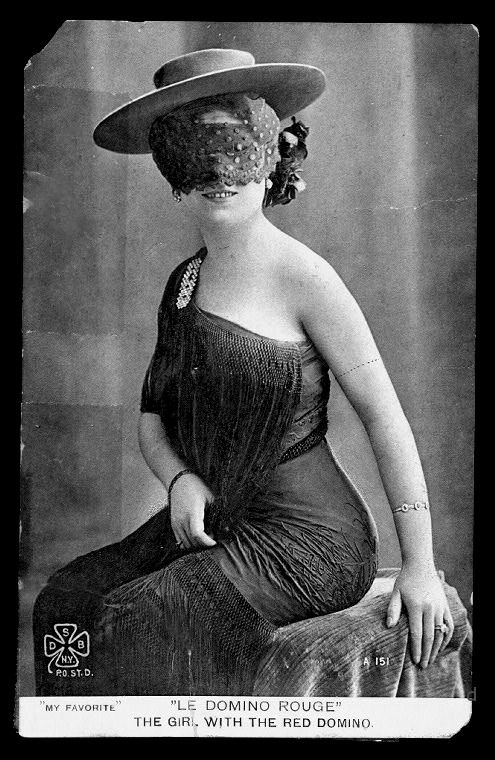
Le Domino rouge

Daisy Ann Peterkin, née le 16 septembre 1884 à Saint-Louis et morte le 12 août 1952 à Miami Beach, est une danseuse sur pointes américaine de vaudeville et des Ziegfeld Follies, du début du XXe siècle. Elle danse masquée sous le mystérieux pseudonyme de Le Domino Rouge et se révèle ensuite sous le nom de Mlle Dazie. 

## Biographie
Daisy Peterkin est née à Saint-Louis. Sa famille déménage à Détroit, où elle grandit. Elle fait ses débuts encore enfant dans le vaudeville au Wonderland Theatre de Detroit,. Elle étudie la danse à New York avec le professeur de danse Claude Alvienne.
Elle danse dans des théâtres de vaudeville, et apparait notamment, au Hopkins' Theatre de Chicago en 1899 et dans The Belle of New York au Casino Theater de New York en 1900.
Elle fait sa première apparition à Londres, au Palace Theatre, en juin 1901. La même année, elle part pour étudier le ballet classique et rejoint le ballet impérial à Saint-Petersbourg où elle est nommée seconde ballerine du ballet du théâtre Mariinsky. Ensuite, Dazie apparait dans les principaux music-halls de Londres, Paris, Berlin, Breslau, Vienne, Budapest et Hambourg.
En 1904, elle retourne aux États-Unis  pour une tournée de dix semaines sur le circuit de vaudeville de B.F. Keith. Au cours de la saison, elle est engagée au Wistaria Groves Rooftop à New York, sous la direction des producteurs Louis Werba et Mark Luescher qui devient son époux et manager. Luescher présente Dazie, comme Le Domino Rouge, vêtue de rouge et les traits cachés par un masque rouge. C'est aux Folies Bergère qu'elle apparait pour la première fois comme Le Domino Rouge. L'idée séduit le public. Les engagements à Paris et à Londres suivent.
Elle revient en Amérique en 1905 sous le nom de Domino Rouge et fait sensation.  Elle se produit au Paradise Roof Garden et au Wistaria Groves Rooftop à New York et porte le masque lors de toutes ses apparitions publiques.  
Elle revient à Paris en septembre 1905 et danse pendant deux mois au Casino de Paris,,. 
En aout 1906, elle est à Londres pour se produire au Palace Theatre. Elle  sauve un enfant qui se noyait dans les eaux de Hyde Park,. 
Fin 1906, elle se démasque devant une salle comble au Weber and Fields' Music Hall de New York . Elle est engagée par Oscar Hammerstein comme première danseuse de la Manhattan Opera Company pour la saison 1906-1907,,.  
C'est sous le nom de Mlle Dazie qu'elle apparait dans les Ziegfeld Follies de 1907 au Jardin de Paris où elle interprète notamment Salomé dans la Danse des sept voiles, portant une jupe de gaze taille basse, un cercle de perles sur chaque sein, une aigrette sur le front, avec quatre filles costumées en paons ; elle danse aussi  « Doll Dance », un « Jiu-Jitsu », pas de deux avec le Prince Tokio, et un kickline (en). Elle apparait aussi dans les Ziegfeld Follies de 1908  dans la « Danse Harlequinette ». En 1908, Mlle Dazie ouvre une « Salomé School» sur le toit-jardin du théâtre. À l'été 1908, elle envoie environ 150 Salomé chaque mois dans les circuits de vaudeville du pays.
Elle joue dans le vaudeville avec sa propre compagnie de danse entre 1909 et 1911.
En 1911, elle apparait dans le rôle de La Sylphide dans La Belle Paree (en) au Winter Garden.
Elle tourne avec le B. F. Keith Circuit dans un Ballet-pantomime, L'Amour d'Artiste, et fait la une du Palace Theatre à Broadway en 1917, dans un autre ballet-pantomime dirigé par Herbert Brenon. En 1918, elle danse avec Elsie Janis, au Palace Theatre une danse jazz avec un « toe rag » et une « airplane dance ».
Elle est la tête d'affiche du ballet The Garden of Punchinello mis en scène par Herbert Brenon au Palace,. Sa dernière représentation sur scène est dans Aphrodite, en 1919,.
Elle se retire de la scène en 1923.

## Théâtre à Broadway
- The Belle of New York, 22 janvier 1900
- Ziegfeld Follies de 1907, 8 juillet 1907
- Ziegfeld Folies de 1908, 15 juin 1908
- La Belle Paree / Bow-Sing / Tortajada, 20 mars 1911
- La Belle Paree, 11 septembre 1911
- The Merry Countess, 20 août 1912
- Maid in America, 18 février 1915[24].
- Aphrodite, 24 novembre 1919

## Cinéma
- 1921 : The Black Panther's Cub, d'Emile Chautard.

## Vie privée
En 1906, elle épouse Mark Luescher, son manager et directeur de théâtre. Ils divorcent en 1910.
En 1914, elle épouse Cornelius Fellowes Jr, président de la St. Nicholas Hygeia Ice Company, fils d'un célèbre cavalier et propriétaire de chevaux de course.

## Hommage
Un cheval de course primé, une jument pur-sang porte son nom et a eu une lignée de plusieurs chevaux de course à succès.

## Héritage
Gladys Brockwell joue Mlle Dazie dans Spangles, film muet de1926.